# ユーフォリア (牧野由依の曲)
「ユーフォリア」は、牧野由依の3枚目のシングル。2006年4月26日にビクターエンタテインメントから発売された。

## 概要
ユーフォリアとは、イタリア語で「幸福感」を意味しており、タイトル通り幸福感溢れるヒーリングソングとなっている。またカップリング曲には、シングル初となる牧野自身による作詞曲「雨降花」が収録されている。
また、2009年7月22日には彼女のCDでは初の再発盤（品番：VTCL-35073）が販売されており、内容などの変更はないが、下記の紹介ページでは再発盤の方が掲載されている。

## 収録曲
1. ユーフォリア [5:16]
  - 作詞：河井英里、作曲・編曲：窪田ミナ

テレビ東京系テレビアニメ『ARIA The NATURAL』オープニングテーマ
2. 雨降花 [5:50]
作詞：牧野由依、作曲：F.GIRAUD、編曲：河野伸
  - テレビ東京系テレビアニメ『ARIA The NATURAL』挿入歌
3. ユーフォリア（Instrumental）
4. 雨降花（Instrumental）

## 収録アルバム
| 曲名         | アルバム       | 発売日        | 備考                  |
| ------------ | -------------- | ------------- | --------------------- |
| ユーフォリア | 『天球の音楽』 | 2006年12月6日 | 1stオリジナルアルバム |
| 雨降花       | 『天球の音楽』 | 2006年12月6日 | 1stオリジナルアルバム |